# Viliulfo
Viliulfo va ser un religiós del regne de Lleó, bisbe de Tui entre els anys 952 i 1003.
Va tenir un mandat llarg, durant uns 40 anys. És documentat per primera vegada el 952 en la donació del monestir de Sobrado realitzada pels comtes Hermenegild Gutiérrez i la seva esposa. Torna a aparèixer el 8 de febrer de 959 en una escriptura de la Reial Col·legiata de Guimarens de Portugal, i el 960 signant, amb el rei Sanç I de Lleó, una concòrdia d'un plet entre sant Rossend i l'abat de Samos, amb la fórmula Sub divina clementia Viliulfus Tudensis Episcopus of. L'any 962 és un dels confirmants dels privilegis atorgats des d'antic, des de temps de Fruela, al monestir de Samos. El 969 va confirmar la dotació de la fundació del nou monestir de Lorenzana, impulsada pel comte Osori Gutiérrez. No apareix esmentada la seu, és el mateix, perquè els anys següents apareix també documentat, fins al 999, en aquest cas documentat en una confirmació de dotació de San Lorenzo de Carbonario.
La duració del seu mandat no és una cosa estranya, i creu Enrique Flórez que no és raó per creure que hi hagué dos bisbes amb un mateix nom. Probablement Viliulfo es va acabar retirant, segons un vell document del monestir de Santo Estevo de Ribas de Sil, ho va fer en aquest cenobi, si bé hom n'ha dubtat de la seva veracitat. Flórez creu que des de l'any 970, data propera a les incursions normandes a la península, el bisbe va confirmar els privilegis des de la seva reclusió al monestir.
Manuel Carriedo comenta un document del Tumbo de Celanova, on apareix documentat Viliulfus Auriense sedis episcopus, és a dir com a bisbe d'Ourense. Segons ell, des del 986, i sense deixar la seu de Tui, Viliulfo va fer-se càrrec d'aquesta altra, almenys fins a l'any 1003.